# Херберт, Энтони
Энтони Херберт (англ. Anthony Herbert; род. 18 апреля 1998, Бруклин, Нью-Йорк, США) — тринидадский футболист, защитник.

## Карьера
Воспитанник академии футбольного клуба «Нью-Йорк Ред Буллз». Некоторое время выступал за студенческие американские коллективы. В начале 2022 года переехал в Европу. Там Херберт заключил контракт с финским клубом элитной Вейккауслиги «Хака». В феврале 2024 года вернулся в США, где он продолжил свою карьеру в команде Чемпионшипа ЮСЛ «Нью-Мексико Юнайтед».

## В сборной
Впервые в состав сборной Тринидада и Тобаго Херберт был вызван в сентябре 2022 года перед выступлением национальной команды в «Кубке Таиланда». Дебютировал за тринидадцев 25 сентября в поединке за третье место на турнире против Таиланда (1:2): на 82-й минуте он заменил Лестона Пола.